# Довлатабад (Саве)
Довлатабад (перс. دولتاباد) — село в Ірані, у дегестані Ак-Кагріз, у бахші Новбаран, шагрестані Саве остану Марказі. За даними перепису 2006 року, його населення становило 81 особу, що проживали у складі 37 сімей.

## Клімат
Середня річна температура становить 13,10 °C, середня максимальна – 32,43 °C, а середня мінімальна – -8,95 °C. Середня річна кількість опадів – 265 мм.
| Клімат поселення                              | Клімат поселення | Клімат поселення | Клімат поселення | Клімат поселення | Клімат поселення | Клімат поселення | Клімат поселення | Клімат поселення | Клімат поселення | Клімат поселення | Клімат поселення | Клімат поселення | Клімат поселення |
| Показник                                      | Січ.             | Лют.             | Бер.             | Квіт.            | Трав.            | Черв.            | Лип.             | Серп.            | Вер.             | Жовт.            | Лист.            | Груд.            |                  |
| Середній максимум, °C                         | 7,44             | 9,24             | 14,35            | 20,68            | 25,22            | 30,96            | 32,43            | 31,62            | 26,99            | 21,30            | 14,58            | 8,41             |                  |
| Середня температура, °C                       | −0,75            | 1,05             | 6,16             | 12,48            | 17,03            | 22,76            | 26,32            | 25,48            | 20,86            | 15,15            | 8,43             | 2,28             |                  |
| Середній мінімум, °C                          | −8,95            | −7,16            | −2,04            | 4,28             | 8,83             | 14,55            | 20,17            | 19,35            | 14,73            | 9,03             | 2,31             | −3,86            |                  |
| Норма опадів, мм                              | 36               | 36               | 48               | 36               | 28               | 4                | 1                | 1                | 0                | 13               | 24               | 38               |                  |
| Середньомісячна швидкість вітру, м/с          | 1.58             | 2.16             | 3.16             | 3.25             | 2.79             | 2.69             | 2.81             | 2.67             | 2.38             | 2.30             | 1.89             | 1.83             |                  |
| Середньомісячна сонячна радіація, кДж/м²·день | 8840             | 11711            | 14260            | 17913            | 22027            | 26327            | 25730            | 23543            | 20103            | 14647            | 10613            | 8514             |                  |
| --------------------------------------------- | ---------------- | ---------------- | ---------------- | ---------------- | ---------------- | ---------------- | ---------------- | ---------------- | ---------------- | ---------------- | ---------------- | ---------------- | ---------------- |
| Джерело:                                      |                  |                  |                  |                  |                  |                  |                  |                  |                  |                  |                  |                  |                  |